# Mirai (フリーペーパー)
mirai（みらい）は、山口県周南地区（周南市、光市、下松市）を主な記事対象とする日刊新周南を発行する新周南新聞社が毎月1日に発行するフリーペーパー。
2012年11月の同誌表紙によると、発行部数は3万冊。周南地区の子供支援活動を目的とする企画として創刊された。

## 概要
周南地区の飲食店利用者を主なターゲットとして、周南地区の子供支援活動を地域経済活性化とリンクさせる目的で発刊された雑誌である。
- クーポン雑誌とは異なり、掲載店は広告料を出すのではなく、会計の一部が子供支援活動費となるスクラッチカードを利用者に手渡す事業に参加する形式となっている。
- 児童養護施設に対して創刊後5年間で総額60万円の本などを届けている。
- 前身は「きいろい本　マスコミ情報誌あくと」である。その名残として、次の３点が見られる。
  - スーパーアルクなどでは他のフリーペーパーと共用ラックで配布されているが、やっとこ家（徳山のたい焼き屋）、ザ・モール周南、徳山駅などの専用ラックの内、2014年1月13日時点で「あくと」表示が見られるものがある。
  - スクラッチカードや写真送付、各種投稿用のｅメールアドレスが＠マーク以前「act」となっている。
  - 本誌裏表紙に「マスコミ情報誌あくと［きいろい本］MIRAI 314号 2014年1月1日」などと毎号記載されている。
- 2015年1月号52ページにおいて、編集長名で創刊7周年を迎え、2015年4月号よりリニューアルすることが発表された。より地域への密着を目指し、情報の提供に加え、ライフスタイルの提案を行うとのことである。

## 主なMIRAI配布場所
- スーパーアルク今宿店・秋月店・桜木店・徳山中央店・徳山東店・慶万店・新南陽店
- スーパータカラ周陽店
- スーパーフジ ヴェスタ新南陽店
- ゆめタウン新南陽
- 宮脇書店徳山店
- 西京銀行本支店
- イオンタウン周南
- 周南市文化会館
- 徳山大学
- 大型駐車場＆会場施設ピピ510
- JR西日本徳山駅
- 周南市徳山動物園
- 徳山競艇場
- ザ・モール周南
- 徳山商店街　・FASHION REFORM COMPANY しるえっと　・COSMETIC MIYAMOTO　・鳳鳴館（本屋）　・ふれあいパーク　街あい
- 徳山商店街　炭火焼きとん源太郎（店外ディスプレーの提灯提供）
- 周南市立中央図書館（閲覧用）
- 地域の大手企業・主要工場が応援しており、総務を経由して社内各部門に配布されている。㈱トクヤマ、東ソー、日本ゼオン、西京銀行、日本ポリウレタン工業、日新製鋼、帝人、日立製作所、東洋鋼鈑、徳山商工会議所、新南陽商工会議所

紙面の大部分はスクラッチ引換券となっており、読者は（主に）該当店での飲食時、会計2,000円ごとに1枚スクラッチカードを1回の上限5枚まで受け取れる。
スクラッチを削ると、大当たり、中当たり、当たり、小当たり、ポイントが出てくる。規定の枚数をそろえると毎月20日頃を締め切りとして、ハズレなしで必ず何かをもらえる抽選に応募することができる。プレゼントされるものは、周南地区飲食店の食事券や企画参加店の割引券、整体院の体験チケットなどである。応募時に希望を指定することができるが、人気がある場合には抽選となり、他の割引券がもらえる。
このうち、中当たりは５枚集めると必ず図書券がもらえるが、プレゼントの希望を出すことができない。

## スクラッチカード配布店
（2012年11月時点）
- 徳山　90店
- 下松　32店
- 熊毛　 1店
- 光　　15店
- 新南陽　24店
- ケーキ・菓子・贈答品　16店
- オシャレ・娯楽　24店
- その他

他には広告ページ、求人ページ、読者ページなどがある。
表紙の裏は、子どもや親子の笑顔写真がページいっぱいに敷き詰められた「笑顔の力」となっていて、応援企業である西京銀行から提供を受けている。
広告ページで周南地区の整体院を集中的に掲載し、スクラッチ応募の際に読者から寄せられた質問に対して整体師が答える企画を掲載したり、
読者ページでスクラッチ応募の際に読者から寄せられた写真を１ページ使って掲載するなど、読者モデル、読者記者が企画に参加した実感を得やすい仕組みとなっている。

## 特集（2015年1月号時点予定）
- テイクアウト特集
- 今どき習い事事情
- リフォーム特集
- おすすめ時短テク！！

## 企画
- 新南陽再発見ラリー：2014年11月20日必着分迄で終了
- 猫部・部員募集
- 絵本コンテスト・絵本作品募集
- コメントタイムカプセル
- 人が人を応援する魔法（ZOUSANの魔法）2013年9月号18件中10件目までを次に示す。
  - 魔法番号１：親と離れて暮らしている子供に体験教室をする活動を応援。
  - 魔法番号２：山口県知事賞・県教育長賞の絵本コンテスト活動を応援。（絵本と物語のある街）
  - 魔法番号３：小子高齢化の農地荒廃を次世代に渡さない活動を応援。（未来プロジェクト協議会）
  - 魔法番号４：徳山動物園を家族の絆にしボディジュエリーの技で街をワクワクさせる活動を応援。
  - 魔法番号５：手まりなど日本伝統文化を次世代に伝える活動を応援。
  - 魔法番号６：周南出身で県外で活躍する若者の活動「周南市2.0」を応援。
  - 魔法番号７：高齢化社会・障害福祉に取り組む活動。×MIRAI
  - 魔法番号８：周南ミニバスケットボール交歓会の大会を応援×MIRAI
  - 魔法番号９：ライトアップ周南の活動を応援。×雑誌MIRAIも応援
  - 魔法番号１０：闘将・毛利昭彦×MIRAIでこの街をかえる活動を応援。

## 読者モデル
読者モデルは、スクラッチ応募の際に写真を投稿した者（2012年9月時点200人超）であり、登録番号が割り当てられる。
キッズモデルが大多数であるが、中には次のような長期にわたり毎号掲載される常連の社会人モデルも存在する。
- No.0007 むーたん（勝利馬の報告：一口馬主、女性とのツーショット）
- No.0019 ふじひー（観光シーン、ゴルフ）

表紙は基本的にキッズモデルが選ばれるが、まれに読者モデル撮影会が開催され、集合写真の時もある。

## 読者記者
読者記者は、スクラッチ応募の際に飲食店の利用感想や当企画への新規加入店要望を出した者である。
月によっては季節のイベントが催され、例えばサンタクロース風自画像のイラストを提出して掲載されることもある。